# Yame
Yame è una città giapponese della prefettura di Fukuoka.